# پاول دالکه
پاول دالکه (انگلیسی: Paul Dahlke؛ ۱۲ آوریل ۱۹۰۴ – ۲۳ نوامبر ۱۹۸۴) یک هنرپیشه و صداپیشه اهل آلمان بود.
از فیلم‌ها یا برنامه‌های تلویزیونی که وی در آن نقش داشته است می‌توان به روبرت کخ، بادبزن خانم ویندیرمیر اشاره کرد.